# Мохосоев, Маркс Васильевич
Маркс Васильевич Мохосоев (21 января 1932 — 30 июня 1990) — советский химик, специалист по синтезу и исследованиям физико-химических свойств неорганических соединений, комплексной переработке руд. Доктор химических наук, член-корреспондент АН СССР (1981).

## Биография
Маркс Мохосоев родился 21 января 1932 года в улусе (селе) Аларь Иркутской области (СССР).
В 1955 году Мохосоев окончил Томский политехнический институт (ныне университет). Работал мастером, затем начальником смены производства на одном из предприятий города Стерлитамака.
В 1958 году поступил в аспирантуру Московского института тонкой химической технологии им. М. В. Ломоносова. С этого времени научные изыскания Мохосоева связаны с редкоземельными элементами.
В 1961 по 1972 год учёный работал в городе Донецке УССР (ныне Украина). В 1961—1965 годах — заведующий лабораторией особо чистых веществ ВНИИ «Реактивэлектрон». В 1965—1972 годах — в Донецком государственном университете (заведующий кафедрой неорганической химии, декан химического факультета, с 1971 года — профессор).
С 1972 года работал в Улан-Удэ в Бурятском институте естественных наук Бурятского филиала СО АН СССР (с 1975—1987 директор). Председатель Президиума Бурятского филиала СО АН СССР (1975—1987).

## Общественная деятельность
М. В. Мохосоев был депутатом Верховного Совета Бурятии.
Избирался Председателем Верховного Совета Бурятской АССР (с 1981 по март 1985 года).
Исполнял обязанности вице-президента советско-индийского общества дружбы.

## Научная деятельность
Основные направления исследований — неорганическое материаловедение, физико-химические основы синтеза новых неорганических соединений, создание научных основ комплексной переработки руд, получение веществ особой чистоты. Разработал (1962—1982) оригинальные методы получения молибдатов и вольфраматов многих элементов, ванадатов различного состава, алюмоиттриевого граната особой чистоты, халькогенидов с фотопроводящими свойствами. Унифицировал (1976—1981) технологию переработки сложных руд.
Мохосоевым вместе с сотрудниками впервые было получено большое число соединений, неизвестных в мировой практике. Высокая чистота соединений, полученных по разработанными им методами, позволила получить оптически совершенные монокристаллы. Они, благодаря сочетанию ценных физических свойств (пьезоэлектрических, электрооптических, акустических, хороших прочностных характеристик), нашли широкое применение при создании целого ряда устройств электронной техники.
Мохосоев был одним из лидеров в области химии и технологии редких элементов и материаловедения в стране. Результаты многих работ внедрены в производство, благодаря чему были успешно проведены исследования в области квантовой электроники, катализа химических процессов и др. Нашли заслуженное признание его работы по химии и технологии соединений вольфрама и молибдена. Созданное им научное направление внесло крупный вклад в один из наиболее актуальных разделов современной неорганической химии — химии оксидных фаз на основе переходных элементов.

## Автор трудов
М. В. Мохосоев автор более 500 научных работ, в том числе 12 монографий, получено 80 авторских свидетельств на изобретения.
Среди них:
- Федоров П. И., Мохосоев М. В., Алексеев Ф. П., Химия галлия, индия и таллия. — Новосибирск, 1977.
- Мохосоев М. В., Базарова Ж. Г. Сложные оксиды молибдена и вольфрама с элементами I—IV групп. 1990.
- Гамольский А. М, Мохосоев М. В., Поташников Ю. М. Кинетика растворения CaWO4 в щавелевокислых растворах в присутствии НС1. — «Изв. вуз. Химия и химическая технология», 1970, т. 13, № 5, с. 730—732.
- Гамольский А. М., Поташников Ю. М., Мохосоев М. В. О растворении шеелита в щавелевой кислоте. — ЖНХ, 1971, т. 16, вып. 11, с. 3131— 3134.
- Мохосоев М. В. Состояние ионов молибдена и вольфрама в водных растворах. — Улан-Удэ, 1977.
- Мохосоев М. В. Алексеев Ф. П., Луцык В. И. Диаграммы состояния молибдатных и вольфраматных систем. — Новосибирск, Наука, 1978.